# 自由論 (バーリン)
『自由論』(Four Essays on Liberty)とは1969年にイギリスの政治哲学者アイザイア・バーリン（Isaiah Berlin）によって執筆された政治学の著作である。
1909年にラトビアで生まれたバーリンはイギリスに移住して大戦中は外務省に勤務した。戦後に大学で政治学を教授し、本書『自由論』では自由という政治理念を論じ、政治的自由に関する議論を呼ぶことになった。特に本書に含まれる1958年に作成された第3論文『二つの自由概念』は自由を消極的自由と積極的自由に分類し、その政治的意義について論じた論文として自由を巡る議論にしばしば引用されている。

## 概要
近代の政治哲学において自由とは市民革命の理念に基づいた市民的自由であり、すなわち各個人は法にのみ従えば、虐待や拘束を受けず、自らの意見や職業を選択し、さらに自らの財産を処分することができる権利である。このような市民的自由はイギリスにおける自由主義的な政治思想の系譜においてベンサムやジョン・スチュアート・ミル、ハーバート・スペンサーなどにより繰り返し論じられてきた。バーリンはこのような市民的自由の消極的自由として概念化している。
バーリンが言う消極的自由とは各個人による活動が他人によって干渉されない状態であり、また自分のありたいようにある状態である。個人の自由を最大化することと同時に政府の権力を最小化することを主張するリバタリアニズムの立場はこの消極的自由の原理を厳格に重要視する。この思想の前提には自己責任の考え方があり、個人は自らの身体や財産の所有者であるために自由にそれらを処分できる。
消極的自由に対する自由の概念は積極的自由である。積極的自由の積極性とは自分自身を自分の意思的行為の道具でありたいという願望に起因する。この積極的自由は民主主義における政治参加に結びつく。全ての各人が自身の主人であるならば、政府は各個人を奴隷に貶めることは理念上許されてはならない。つまり、ルソーの社会契約論に基づいて再解釈すれば、積極的自由の規範は共同体の善を優先する一般意志に基づいて各個人が政治参加することを意味している。
ここで二種類の自由の原理の矛盾を特定することができる。積極的自由は消極的自由を破壊する可能性があり、潜在的に常にこの二つの自由の原理は対立している。バーリンは民主主義において多数者が積極的自由に基づいて専制的になり、結果として消極的自由を侵害する危険性を危惧しており、消極的自由を権利として保障する意義を主張した。

## 構成
- 序論
(Introduction)
- 二十世紀の政治思想
(Political Ideas in the Twentieth Century)
- 歴史の必然性
(Historical Inevitability)
- 二つの自由概念
(Two Concepts of Liberty)
- ジョン・スチュアート・ミルと生の目的
(John Stuart Mill and the Ends of Life)

## 日本語訳
- 『自由論』（みすず書房（1・2）、1971年／新装版（全1巻）、2018年ほか）